# الخاندرو گارناچو
الخاندرو گارناچو (انگلیسی: Alejandro Garnacho؛ زادهٔ ۱ ژوئیهٔ ۲۰۰۴) بازیکن فوتبال اهل آرژانتین است که در پست وینگر برای باشگاه فوتبال منچستر یونایتد در لیگ برتر انگلستان و تیم ملی آرژانتین بازی می‌کند.
گارناچو در اکتبر ۲۰۲۰ از اتلتیکو مادرید به آکادمی جوانان منچستریونایتد پیوست. او جام حذفی جوانان و جایزه بهترین بازیکن جوان سال جیمی مورفی را در می ۲۰۲۰ به دست آورد. ماه قبل او اولین بازی خود را در ۱۷ سالگی برای تیم اصلی انجام داده بود. 
گارناچو ابتدا برای اسپانیا کشور محل تولدش، بازی می‌کرد، قبل از اینکه اولین بازی خود را برای آرژانتین در سطح زیر ۲۰ سال در سال ۲۰۲۰ انجام دهد. او اولین بازی خود را برای تیم بزرگسالان آرژانتین در ژوئن ۲۰۲۳ انجام داد، و غضوی از لیست بازیکنان دعوت شده آرژانتین برای کوپا آمریکا ۲۰۲۴ بود.

## آمار ملی

### بازی‌های ملی
تا تاریخ ۴ مه ۲۰۲۵
| آرژانتین | آرژانتین | آرژانتین | آرژانتین |
| سال      | بازی     | گل       | پاس گل   |
| -------- | -------- | -------- | -------- |
| ۲۰۲۳     | ۳        | ۰        | ۰        |
| ۲۰۲۴     | ۵        | ۰        | ۰        |
| مجموع    | ۸        | ۰        | ۰        |

## دوران باشگاهی

### منچستر یونایتد

#### تیم جوانان
در اکتبر ۲۰۲۰، گارناچو از اتلتیکو مادرید به آکادمی منچستر یونایتد پیوست. یونایتد مبلغ ۴۲۰ هزار پوند به اتلتیکو پرداخت کرد. او اولین قرارداد حرفه‌ای خود را با این باشگاه در ژوئیه ۲۰۲۱ امضا کرد.
او به خاطر گل انفرادی خود در جام حذفی جوانان مقابل اورتون مورد توجه قرار گرفت. گل او نامزد جایزه بهترین گل ماه منچستریونایتد برای فوریه ۲۰۲۲ شد. گارناچو پس از اینکه به عنوان بازیکن تعویضی استفاده نشده برای بازی‌های لیگ برتر فوتبال انگلیس مقابل نوریچ، لیورپول و آرسنال در لیست قرار گرفت، اولین بازی خود را برای یونایتد در ۲۸ آوریل ۲۰۲۲ انجام داد و در دقیقه ۹۱ تساوی ۱–۱ مقابل باشگاه فوتبال چلسی جایگزین آنتونی الانگا شد. گارناچو برنده جایزه بهترین بازیکن جوان سال جیمی مورفی در ماه مه ۲۰۲۲ شد. او دو بار در فینال جام حذفی جوانان مقابل ناتینگهام فارست در ۱۱ مه ۲۰۲۲ گلزنی کرد تا به یونایتد برای اولین بار از سال ۲۰۱۱ برنده این رقابت‌ها شود.

#### فضل ۲۳-۲۰۲۲
برای شروع فصل ۲۰۲۲–۲۰۲۳ لیگ برتر، گارناچو شماره پیراهن خود را از ۷۵ به ۴۹ تغییر داد.در ۴ اکتبر، او یک گل دیرهنگام برای تیم زیر ۲۱ سال یونایتد در برابر بارو در جام لیگ یک ۲۳-۲۰۲۲ به ثمر رساند.گارناچو اولین بازی بزرگسالان خود را برای یونایتد در ۲۷ اکتبر در برد ۳-۰ مقابل تیم شریف تیراسپول در لیگ اروپا انجام داد، پس از آن توسط اریک تن هاگ، سرمربی تیم، به دلیل پیشرفتش در چند هفته گذشته مورد تمجید قرار گرفت و گفت که اگرچه او که قبلاً ناراضی بود، از نگرش و انعطاف پذیری بهبود یافته گارناچو خوشحال بود.در ۳ نوامبر، او اولین گل برای تیم بزرگسالان را در بازی لیگ اروپا مقابل رئال سوسیداد با پاس گل کریستیانو رونالدو به ثمر رساند.گارناچو اولین گل خود را در لیگ برتر در ۱۳ نوامبر به ثمر رساند و مقابل فولام پیروز شد.در ۱۴ ژانویه ۲۰۲۳ در دربی منچستر، گارناچو پاس گل پیروزی مارکوس راشفورد را در پیروزی ۲-۱ مقابل منچسترسیتی در دقیقه ۸۲ به ارمغان آورد.در ۱۴ مارس، گارناچو اعلام کرد که پس از آسیب دیدگی رباط مچ پا در جریان بازی مقابل ساوتهمپتون، چند هفته از میادین دور خواهد بود.در ۲۸ آوریل، گارناچو قرارداد خود را تا ۳۰ ژوئن ۲۰۲۸ تمدید کرد.در ۱۳ می، گارناچو پس از دو ماه مصدومیت بازگشت و گل دوم را در پیروزی ۲-۰ مقابل ولورهمپتون به ثمر رساند.

#### فصل ۲۴-۲۰۲۳
قبل از فصل ۲۴-۲۰۲۳ لیگ برتر، منچستریونایتد اعلام کرد که شماره پیراهن تیم گارناچو از ۴۹ به ۱۷ تغییر کرده است.در ۲۶ نوامبر، گارناچو اولین گل خود در فصل لیگ برتر را در پیروزی ۳-۰ مقابل اورتون با یک ضربه برگردان از فاصله ۱۵ یاردی (۱۴ متر) به ثمر رساند و جایزه بهترین گل ماه نوامبر لیگ برتر و در نهایت بهترین گل فصل لیگ برتر را به دست اورد.در ۲۹ نوامبر، گارناچو اولین گل خود در لیگ قهرمانان را در تساوی ۳-۳ خارج از خانه مقابل گالاتاسرای به ثمر رساند.در ۲۶ دسامبر، گارناچو در پیروزی ۳-۲ مقابل استون ویلا دو گل به ثمر رساند.در ۴ آوریل ۲۰۲۴، گارناچو در شکست ۴-۳ خارج از خانه مقابل چلسی دو گل به ثمر رساند و اولین نوجوانی شد که پس از مایکل اوون در فصل ۹۹-۱۹۹۸، در سه بازی لیگ برتر در یک فصل، دو گل به ثمر رساند.در فینال جام حذفی در ۲۵ می، گارناچو گل اول را در پیروزی ۲-۱ مقابل منچسترسیتی به ثمر رساند.گل او در فینال اولین گل برای یک نوجوان پس از کریستیانو رونالدو در سال ۲۰۰۴ بود و همچنین دومین آرژانتینی بود که پس از گلزنی ریکاردو ویا برای تاتنهام هاتسپور در مقابل سیتی در سال ۱۹۸۱، گلزنی کرد.

## دوران ملی
گارناچو واجد شرایط بازی برای اسپانیا، کشور محل تولدش، و آرژانتین است، زیرا مادرش آرژانتینی است. او سه بازی برای تیم ملی فوتبال زیر ۱۸ سال اسپانیا در سال ۲۰۲۱ انجام داد.
در ۷ مارس ۲۰۲۲، گارناچو به عنوان بخشی از ترکیب اولیه ۴۴ نفره برای دو مسابقه مقدماتی جام جهانی در آن ماه، به تیم بزرگسالان آرژانتین دعوت شد. او به ترکیب نهایی ۳۳ نفره برای بازی‌ها راه یافت، اما در هیچ‌یک از بازی‌ها ظاهر نشد.
گارناچو اولین بازی خود را برای تیم ملی فوتبال زیر ۲۰ سال آرژانتین در ۲۶ مارس ۲۰۲۲ انجام داد، زمانی که در یک بازی دوستانه مقابل تیم ملی فوتبال زیر ۲۰ سال ایالات متحده آمریکا شروع کرد. او در چهار بازی برای تیم زیر ۲۰ سال آرژانتین در تورنمنت موریس رولو ۲۰۲۲ چهار گل به ثمر رساند.
در مارس ۲۰۲۳، او یک بار دیگر به تیم بزرگسالان آرژانتین برای دو بازی دوستانه مقابل پاناما و کوراسائو دعوت شد، اما پس از آسیب دیدگی مچ پا مجبور شد از تمرینات خارج شود.او اولین بازی خود را برای تیم بزرگسالان در ۱۵ ژوئن، در جریان بازی دوستانه مقابل استرالیا انجام داد، و در نیمه دوم بازی به عنوان یار تعویضی به جای نیکلاس گونزالس وارد زمین شد.

## افتخارات

### باشگاهی
منچستر یونایتد زیر ۱۸ سال
- جام حذفی زیر ۱۸ سال انگلستان (۱): ۲۲–۲۰۲۱

منچستر یونایتد
- جام اتحادیه انگستان (۱): ۲۳–۲۰۲۲
- جام حذفی انگلستان (۱): ۲۴–۲۰۲۳

### ملی
آرژانتین
- کوپا آمریکا (۱): ۲۰۲۴